# Commerce social
 (mars 2013).
Si vous disposez d'ouvrages ou d'articles de référence ou si vous connaissez des sites web de qualité traitant du thème abordé ici, merci de compléter l'article en donnant les références utiles à sa vérifiabilité et en les liant à la section « Notes et références ».

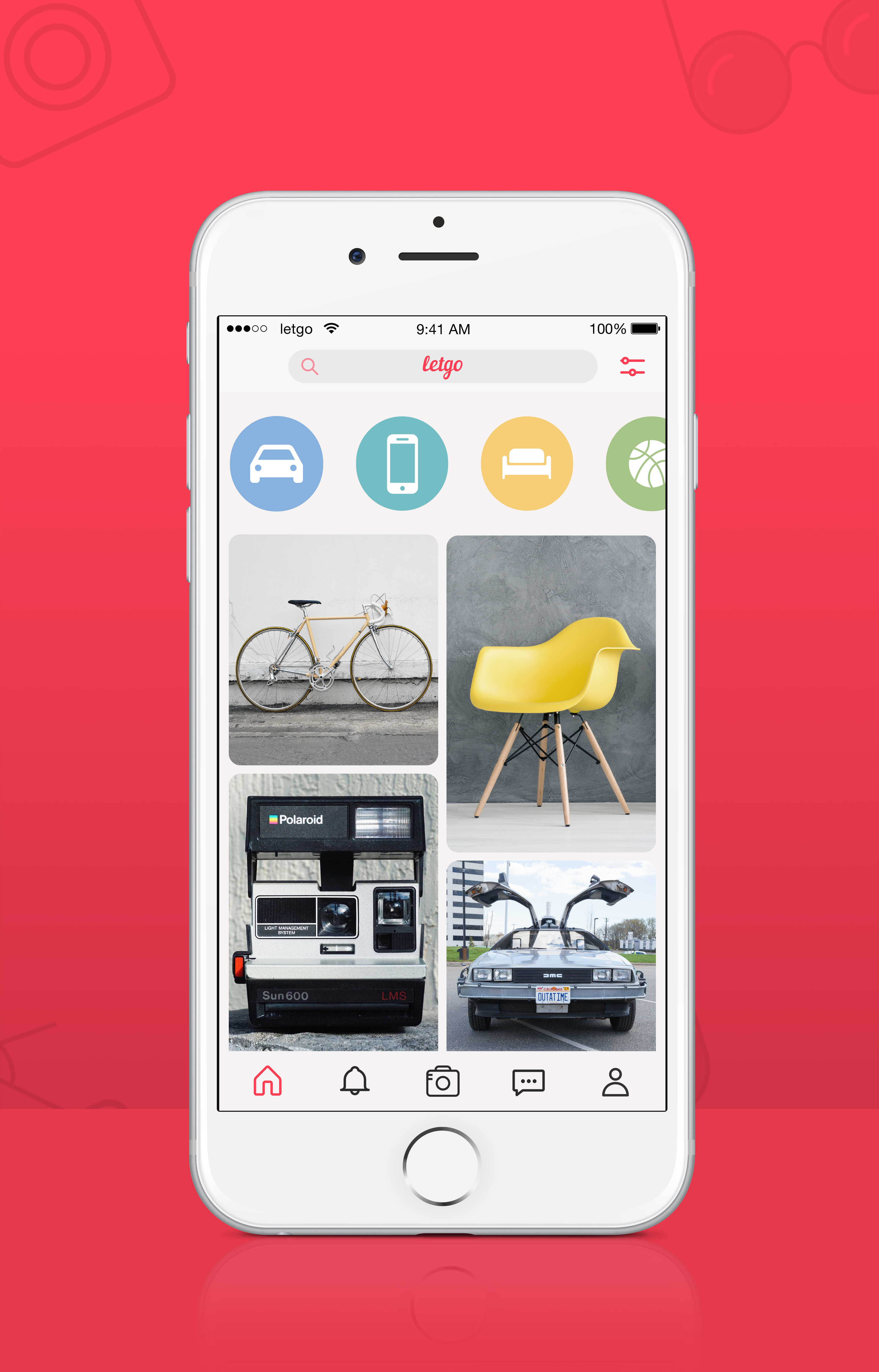
Capture d'écran d'une application mobile de commerce social

Le commerce social ou commerce connecté (en anglais, social commerce) est un sous-ensemble du cybercommerce. Il implique les médias sociaux et d’autres médias numériques qui soutiennent l’interaction sociale et les contributions des utilisateurs pour aider dans l’achat et la vente de produits et services en ligne. Plus simplement, le commerce social est l’utilisation des réseaux sociaux pour des transactions cybercommerce.
Ce terme a été initié par Yahoo en novembre 2005 pour décrire un ensemble d’outils d’achat collaboratifs en ligne, comme les listes de choix partagées, les avis des consommateurs et d'autres partages d’informations et de recommandations dont les contenus sont proposés par les utilisateurs.
Les acteurs majeurs du commerce social sont les consommateurs qui prennent plaisir à partager des informations sur leurs achats et donner leurs avis afin de conseiller l’ensemble de la communauté des internautes.
Le commerce social donne aux marques, la possibilité de s’intéresser et de s’adapter aux avis des internautes et de leur faire vivre une expérience différente. Le commerce social peut être mis en place via les réseaux sociaux, sur le site web de la marque ou encore directement en point de vente via une stratégie web-in-store.
Le concept du commerce social a été développé par David Beisel pour promouvoir l’utilisation de contenus utilisateurs à des fins promotionnelles sur des sites commerciaux et par Steve Rubel pour inclure des outils collaboratifs qui permettent aux consommateurs « d’obtenir les avis d’individus de confiance pour trouver des produits et des services et les acheter ». Les réseaux sociaux qui répandent ces avis et conseils ont l’avantage d'accroître la confiance du consommateur envers une marque.

## Évolution du commerce social
Aujourd’hui, le domaine du commerce social s’est élargi pour inclure un des outils et des contenus provenant des médias sociaux utilisables dans le cybercommerce, notamment dans l’industrie de la mode.
Pour donner des exemples de commerce social, il y a les avis d’utilisateurs et des systèmes de notations, des recommandations, des outils de shopping social (ou le fait de partager ses achats en ligne), des forums et des communautés, le social media optimization, des applications sociales et le social advertising.
Des technologies comme la réalité augmentée ont également été utilisées dans un contexte de commerce social, en permettant aux consommateurs « d’essayer » certains articles puis de demander l’avis de leurs proches à travers les réseaux sociaux.
Certains chercheurs ont tenté de distinguer le commerce social du shopping social, en définissant le commerce social comme des réseaux collaboratifs de vendeurs en ligne, et le shopping social comme une collaboration entre consommateurs.
Le commerce social apporte alors une réelle dimension communautaire à l’acte d’achat sur Internet et vise à s’opposer à la notion d’individualité souvent très liée à l’univers d’Internet.
En termes de statistiques, le chiffre d’affaires généré par le commerce social devrait atteindre plus de 30 milliards de dollars d’ici 2015.

## Facebook commerce(f-commerce)
Les termes Facebook commerce, f-commerce, et f-comm correspondent à l’acte de vendre ou d’acheter des biens ou des services, soit directement sur le réseau social, soit en intégrant des options Facebook sur le site de vente en ligne, ou encore via le graphe social de Facebook.
En mars 2010, 1,5 million d’entreprises disposaient de pages sur Facebook construites en utilisant le Facebook Markup Language (FBML). Un an plus tard, Facebook a adopté les IFrames. Entre autres, cela a permis aux développeurs de recueillir plus d’informations sur les visiteurs de leurs pages.
Le réseau social Facebook compte aujourd’hui plus de 26 millions d’utilisateurs en France. Les f-boutiques ont été créées en 2010 afin de proposer aux marques/entreprises des solutions de cybercommerce directement liées à leur fanpage (en). Les f-boutiques ont plusieurs avantages comme de permettre un meilleur référencement sur le moteur de recherche Google, créer du trafic vers le site Internet, générer du buzz et surtout diffuser l’image de la marque auprès d’un très grand nombre d’internautes.

## Twitter Commerce (t-commerce)
Pour les entreprises, l’utilisation de Twitter dans une stratégie de commerce social est très différente de Facebook. Pour y parvenir, il faut passer par la création d’un compte sur Chirpify. Afin de vendre un produit ou un service sur Twitter, il suffit de tweeter un message avec le produit. En retour, l’acheteur doit répondre à ce tweet en ajoutant la mention buy.

## Comparaison de produits et de prix grâce au commerce social
Aujourd’hui, il existe des centaines de magasins sur Facebook et Twitter, qui proposent des milliers de produits et services différents. Mais comment trouver le produit ou le service que l’on veut, ou le magasin qui propose le meilleur produit au prix le plus bas ? Le commerce social aide à répondre à ces problématiques.

## Les «6 C» du commerce social
Les « 6 C » des technologies sociales ont été au cœur du débat lors de la BankInter Foundation for Innovation Conference en 2011. Les « 6 C » comprennent les « 3 C » du cybercommerce, ainsi que trois nouveaux critères plus adaptés à l’ère des réseaux sociaux.
Contenu : Échanger avec les clients, prospects et actionnaires à travers un contenu de qualité publié sur le web. Les premiers exemples ont été les sites vitrines pour les marques, mais aujourd’hui, de vastes quantités d’informations sont publiées tous les jours sur le web. Le moteur de recherche Google a été un acteur essentiel pour mettre en place l’indexation de ces informations et les rendre facilement accessibles à tous.
Communauté : Considérer votre audience comme une communauté à part entière dans le but de construire des relations durables tout en fournissant une valeur tangible. Les premières créations de communautés ont été réalisées via l’inscription (opt-in) et engagées via des programmes d’emailings puis développées dans des forums, chats et communautés d’internautes. Les réseaux sociaux sont la dernière incarnation de ces communautés et parmi ces nombreux réseaux sociaux, Facebook en est la principale plateforme pour partager et réaliser des interactions avec les individus de la communauté.
Commerce : Être capable de répondre aux besoins des clients via une présence transactionnelle sur le web, par exemple les détaillants, les banques en ligne, les compagnies d’assurances, les sites d’agences de voyages qui fournissent des services les plus utiles de type BtoC. Des sites BtoB s'étendent au stockage en ligne et accueillent de l'approvisionnement de produits et des services d'accomplissement. Amazon, apparu dans les années 1990, a commencé à dominer le commerce BtoC grâce à l'extension de ses services au-delà du commerce traditionnel au détail.
Contexte : Suivre à la trace, grâce au monde connecté, des évènements en temps réel, possible principalement via des dispositifs mobiles. Un paiement en ligne via Google Checkout ou un check-In via Facebook ou Foursquare relie un événement réel à des données virtuelles, comme une entreprise ou un lieu. Ceci est un élément essentiel du commerce social où les données sont maintenant disponibles pour des organisations souhaitant proposer des produits et des services aux consommateurs.
Connexion : Redéfinir et archiver les relations entre individus avec les réseaux sociaux. Ces relations peuvent provenir du monde physique ou en ligne. LinkedIn, Facebook et Twitter représentent les trois principales catégories de réseaux sociaux : le Professionnel, le Social et l'Informatif. Les relations, la portée de celles-ci et les interactions entre des individus sont une base pour les actions de commerce social.
Conversation : Dire que tous les marchés sont la finalité des conversations, telle est l'une des thèses de The Cluetrain Manifesto, mais la tendance est à l'inverse pour le commerce social. Cependant, aujourd'hui, toutes les conversations sont des marchés. Une conversation entre deux partis fera probablement ressortir un besoin qui pourrait être accompli : c'est un marché potentiel pour des fournisseurs. Le défi pour ces fournisseurs est de profiter de ces conversations pour proposer leur gamme de produits et services. Des exemples simples de ces « conversations qui suggèrent la demande» : les gens montrent leurs objets de désir sur leurs tableaux Pinterest ou un « j'aime » sur un thème d'une page Facebook.
En utilisant la théorie des « 6 C », les organisations tentent de dépasser les notions de « médias sociaux » (définis comme les sentiers d'interactions) et de se déplacer peu à peu vers « le commerce social ». Cela a ainsi pour but de démultiplier la structure originelle du cybercommerce : « contexte, connexion, conversation ».